# یانسیز (وایومینگ)
یانسیز (به انگلیسی: Yanceys) یک منطقهٔ مسکونی در ایالات متحده آمریکا است که در شهرستان پارک، وایومینگ واقع شده‌است. یانسیز ۰ نفر جمعیت دارد و ۱٬۹۰۱٫۰۶ متر بالاتر از سطح دریا واقع شده‌است.